# Rue Jules-Vallès
La rue Jules-Vallès est une voie du 11e arrondissement de Paris, en France.

## Situation et accès
La rue Jules-Vallès est une voie publique située dans le 11e arrondissement de Paris. Elle débute au 23, rue Chanzy et se termine au 102, rue de Charonne. 

## Origine du nom

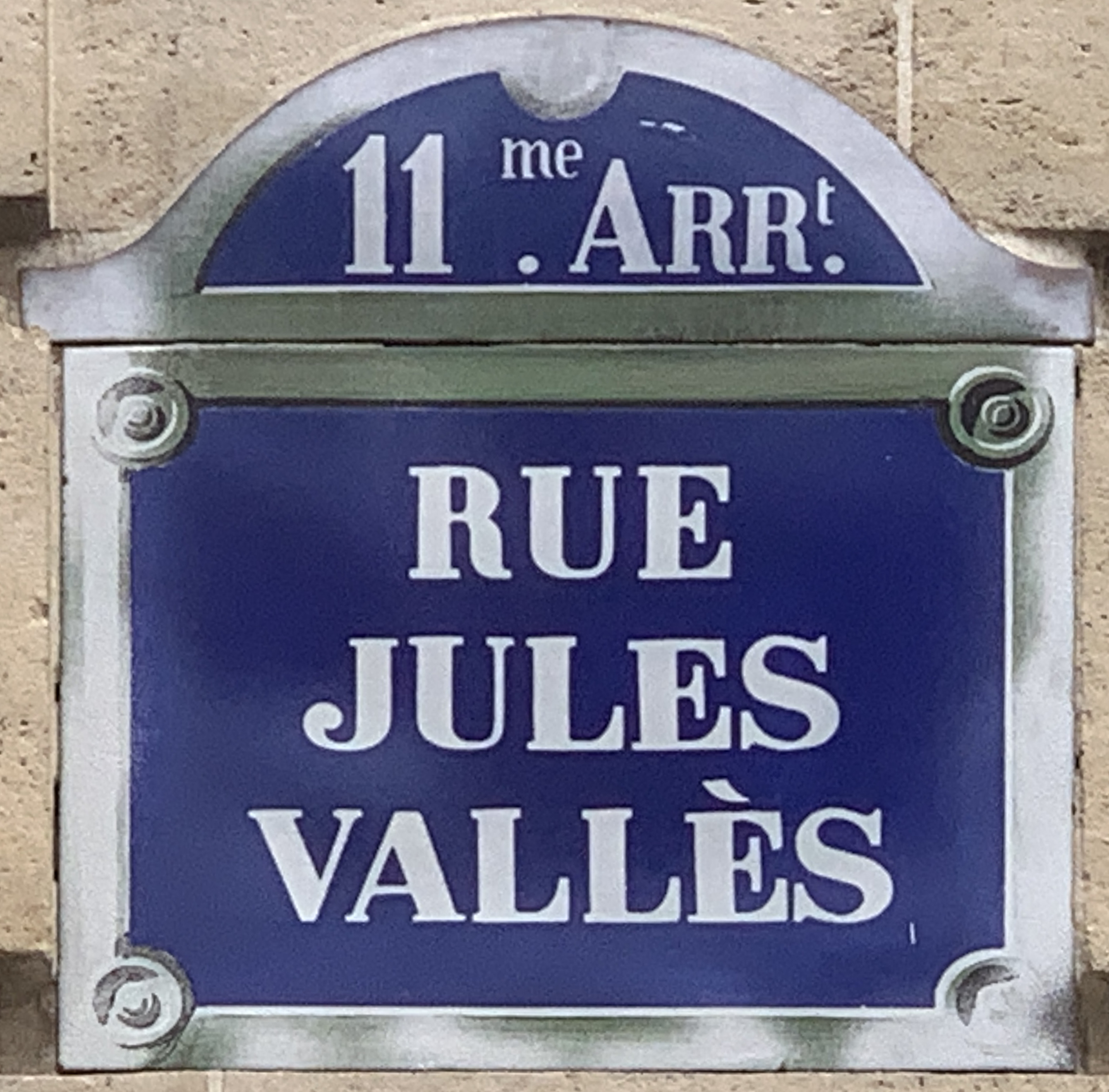
Plaque de la rue.

Elle doit son nom à l'écrivain et journaliste Jules Vallès (1832-1885).

## Historique
Cette voie ouverte en 1904, par la Société du Gaz général à Paris, et prend sa dénomination actuelle par un arrêté du 7 décembre 1905.

## Bâtiments remarquables et lieux de mémoire
La Fédération photographique de France y a son siège au no 5 depuis 1996. 

### Tournage cinématographique
- Les Clefs de bagnole, film long métrage, réalisé par Laurent Baffie, sorti en 2003 : plusieurs séquences sont tournées rue Jules-Vallès — où le personnage de Daniel (joué par Daniel Russo) rattrape celui de Lucie (Alexandra Sarramona) qu'il vient malencontreusement de rabrouer quelques instants plus tôt lors d'une première occasion de contact rue Chanzy, et réussit à se racheter à ses yeux.